# Thomas Mermillod Blondin
Thomas Mermillod Blondin (ur. 3 stycznia 1984 w Annecy) – francuski narciarz alpejski.

## Kariera
Po raz pierwszy na arenie międzynarodowej Thomas Mermillod Blondin pojawił się 9 grudnia 1999 roku w Les Menuires, gdzie w zawodach FIS Race w gigancie zajął 44. miejsce. Nigdy nie wystąpił na mistrzostwach świata juniorów. W zawodach Pucharu Świata zadebiutował 6 stycznia 2007 roku w Adelboden, gdzie nie zakwalifikował się do pierwszego przejazdu giganta. Pierwsze pucharowe punkty wywalczył blisko rok później 5 stycznia 2008 roku w tej samej miejscowości, kończąc giganta na jedenastej pozycji. Na podium po raz pierwszy stanął 26 lutego 2011 roku w Bansku, gdzie superkombinację ukończył na trzecim miejscu. W zawodach tych lepsi byli tylko Włoch Christof Innerhofer oraz Niemiec Felix Neureuther. W kolejnych latach jeszcze kilkukrotnie stawał na podium, jednak nigdy nie zwyciężył. Najlepsze wyniki osiągnął w sezonie 2013/2014, który ukończył na 28. pozycji w klasyfikacji generalnej oraz trzeciej w klasyfikacji superkombinacji. Trzecie miejsce w klasyfikacji superkombinacji zajął także w sezonie 2012/2013.
W 2010 roku wystartował na igrzyskach olimpijskich w Vancouver, gdzie jego najlepszym wynikiem było dziewiętnaste miejsce w superkombinacji. Na rozgrywanych cztery lata później igrzyskach olimpijskich w Soczi był piętnasty w aupergigancie, a rywalizacji w superkombinacji nie ukończył. Był też między innymi szósty w superkombinacji podczas mistrzostw świata w Val d’Isère w 2009 roku oraz dziewiąty w tej samej konkurencji na mistrzostwach świata w Vail/Beaver Creek sześć lat później.

## Osiągnięcia

### Igrzyska olimpijskie
| Miejsce | Dzień     | Rok  | Miejscowość | Konkurencja     | Czas biegu  | Strata  | Zwycięzca        |
| ------- | --------- | ---- | ----------- | --------------- | ----------- | ------- | ---------------- |
| 19.     | 21 lutego | 2010 | Whistler    | Superkombinacja | 2:46,50 min | +3,70 s | Bode Miller      |
| DNF1    | 23 lutego | 2010 | Whistler    | Gigant          | 2:38,22 min | -       | Carlo Janka      |
| 21.     | 27 lutego | 2010 | Whistler    | Slalom          | 1:41,57 min | +3,16 s | Giuliano Razzoli |
| DNF2    | 14 lutego | 2014 | Soczi       | Superkombinacja | 2:45,20 min | -       | Sandro Viletta   |
| 15.     | 16 lutego | 2014 | Soczi       | Supergigant     | 1:18,14 min | +1,39 s | Kjetil Jansrud   |

### Mistrzostwa świata
| Miejsce | Dzień     | Rok  | Miejscowość       | Konkurencja     | Czas biegu  | Strata  | Zwycięzca          |
| ------- | --------- | ---- | ----------------- | --------------- | ----------- | ------- | ------------------ |
| 6.      | 9 lutego  | 2009 | Val d’Isère       | Superkombinacja | 2:23,00 min | +2,07 s | Aksel Lund Svindal |
| 21.     | 6 lutego  | 2013 | Schladming        | Supergigant     | 1:23,96 min | +2,15 s | Ted Ligety         |
| DSQ2    | 11 lutego | 2013 | Schladming        | Superkombinacja | 2:56,96 min | -       | Ted Ligety         |
| 9.      | 8 lutego  | 2015 | Vail/Beaver Creek | Superkombinacja | 2:36,10 min | +0,89 s | Marcel Hirscher    |

### Puchar Świata

#### Miejsca w klasyfikacji generalnej
- sezon 2007/2008: 113.
- sezon 2008/2009: 86.
- sezon 2009/2010: 69.
- sezon 2010/2011: 61.
- sezon 2011/2012: 60.
- sezon 2012/2013: 31.
- sezon 2013/2014: 28.
- sezon 2014/2015: 78.
- sezon 2015/2016:

#### Miejsca na podium w zawodach
1. Bansko – 26 lutego 2011 (superkombinacja) – 3. miejsce
2. Soczi – 12 lutego 2012 (superkombinacja) – 3. miejsce
3. Kitzbühel – 27 stycznia 2013 (kombinacja) – 3. miejsce
4. Lenzerheide – 13 marca 2014 (supergigant) – 2. miejsce
5. Kitzbühel – 22 stycznia 2016 (superkombinacja) – 3. miejsce
6. Chamonix – 19 lutego 2016 (superkombinacja) – 3. miejsce